# سونات شماره ۱۷ پیانو (بتهوون)
سونات شماره ۱۷ پیانو در ر مینور، اپوس ۳۱ شماره ۲، در طی سال‌های ۱۸۰۱ و ۱۸۰۲ توسط لودویگ فان بتهوون ساخته شد.

## سونات طوفان
این سونات غالبا با نام «طوفان» (The Tempest) شناخته می‌شود. بااینحال نه بتهوون این سونات را نام گذاری کرده بود و نه در دوران زندگی او، سونات شماره ۱۷ به طوفان مشهور بود؛ این نام برگرفته از مکالمه‌ای میان بتهوون و آنتون شیندلر، منشی او هست؛ وقتی که شیندلر از بتهوون درباره چگونگی برداشت و اجرا این سونات پرسید، آهنگساز پاسخ داد که او باید نمایشنامه طوفان (اثری از شکسپیر) را مطالعه کند.

## پیش‌زمینه

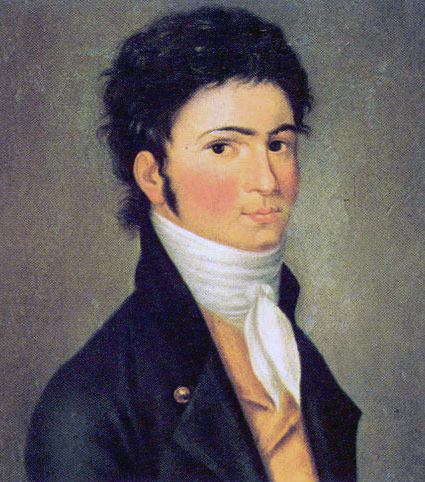
بتهوون در سال ۱۸۰۱

سونات شماره ۱۷ به همراه سونات‌های شماره ۱۶ و ۱۸ در اپوس ۳۱ منتشر شد؛ بنابر گفته کارل چرنی، بتهوون در هنگام ساختن این اپوس، از آثار قبلی خود راضی نبود و قصد داشت که مسیر جدیدی را طی کند.
اپوس ۳۱ در طی سالهای ۱۸۰۱ و ۱۸۰۲ نوشته شد؛ زمانی که بتهوون با ناشنوایی دست و پنجه نرم می‌کرد و در وصیتنامه هایلیگنشتات، از عذاب بیماری خود می‌نوشت.

## ساختار
این قطعه از سه موومان تشکیل شده هست و اجرا کامل آن تقریبا ۲۱ الی ۲۳ دقیقه زمان می‌برد:
- I. لارگو-آلگرو
- II. آداجیو(سی بمل ماژور)
- III. آلگرتو

### موومان اول
موومان اول در گام ر مینور نوشته شده، میزان نما آن 4
4 و مدت زمان تقریبی اجرا شش دقیقه هست.
به طور کلی در این موومان، بخش‌های کوتاه و به ظاهر آرام، جای خود را به پاساژ های گسترده و متلاطم می‌دهد، و موومان به «طوفانی» گیرا تبدیل می‌شود که آرامش در آن گم شده هست. ساختار موومان اول سونات شماره ۱۷ نسبت به موسیقی معاصر خود غیرعادی بود؛ علاوه بر این، چنین ساختاری تا آن زمان در بین سونات‌های بتهوون به ندرت یافت می‌شد.
موومان اول به صورت آرام و با گام‌های کشیده شروع می‌شود، سپس تمپو آن به سرعت تغییر می‌کند و بخش گشایش به صورت ترمولو به پایان می‌رسد. در ابتدای بخش بازگشایش، قسمت طولانی گفتارگونه‌ای وجود دارد (و بعدها مشابه آن در ابوا نوازی موومان اول سمفونی پنجم ساخته شد). این قسمت دوباره با پاساژ‌هایی سریع و دلهره‌آوری به تونیک ر مینور برمی‌گردد و موومان به پایان می‌رسد.

### موومان دوم
موومان دوم در سی بمل ماژور نوشته شده، میزان‌نما آن 3
4 و نسبت به موومان اول آرام‌تر هست. این موومان در فرم سونات هست؛ بااینحال فاقد بخش بسط و گسترش هست.
موومان دوم همانند موومان اول با آداجیو و آرپژ کم‌ صدایی آغاز می‌شود. به طور کلی در موومان دوم، ایده‌های موسیقایی متعددی، موومان اول را به یاد می‌آورد: ملودی بالارونده در شش میزان آغازین، به بخش بازگشایش موومان اول شباهت دارد. همچنین فیگور موجود در میزان هشتم و پاساژهای موازی آن، به فیگوری در میزان ششم موومان اول شبیه هست.

### موومان سوم
موومان سوم نیز در فرم سونات نوشته شده ، و قطعه به تونیک گام ر مینور برگشته هست. همچنین میزان‌نما موومان سوم 3
8 و تندا آن آلگرتو هست.  به طور کلی موومان سوم به عنوان قطعه‌ای با کنتراست کم و وجود پیاپی نت‌های ‌دولاچنگ شناخته می‌شود.
موومان در ابتدا سرشار از احساسات هست و پس از رسیدن به اوج، قطعه به بخش طولانی بسط و گسترش خود می رسد. تمرکز اصلی این بخش بر فیگور‌های آغازین موومان و درآمخیتن آنها با یکدیگر هست. بخش بسط و گسترش در طی میزان‌های ۱۶۹ تا ۱۷۳ به اوج خود می‌رسد.
با اتمام پاساژ طولانی و کادنزا مانندی (که با ۱۶ نت برای دست راست نوشته شده)، بخش بازگشایش شروع می‌شود. پس از پاساژ دیگری، تم اصلی قطعه دوباره تکرار می‌شود. چنین تکرار‌هایی گسترده تر می‌شود تا برای نقطه اوج موومان در میزان ۳۸۱ تنش کافی را ایجاد کند. در نقطه اوج، قطعه از حالت فورتیس‌سیمو به گام کروماتیک برمی‌گردد